# 萨迪·设拉兹
萨迪·设拉兹，Abū-Muhammad Muslih al-Dīn bin Abdallāh Shīrāzī（波斯語：‎），笔名为薩迪（波斯語：‎），是中世纪波斯主要的诗人之一。他不仅在波斯语诸国享有盛誉，在西方国家也闻名遐迩。他因扎实的写作功底和深邃的社会和道德思想闻名。
生于设拉子，早年在设拉子求学。后因蒙古入侵波斯，开始长达30多年的巡游生活。足迹西至埃及、马格里布、埃塞俄比亚、叙利亚，东至伊拉克、巴尔赫、印度和中国新疆的喀什噶尔（今喀什）。1292年在设拉子逝世。
萨迪作品保存下来的抒情诗约600多首。他的成名作有《果园》和《蔷薇园》。他的作品风格几百年来一直是波斯文学的典范。他被誉为“波斯古典文坛最伟大的人物”，其作品对后世影响很大，被译成几十种外国文字，受到读者盛赞。萨迪在波斯文学史上占有崇高地位，他是公认的支撑波斯文学大厦的四根柱石之一。